# Elias Murad
José Elias Murad ComMM (Ribeirão Vermelho, 31 de outubro de 1924 — Belo Horizonte, 27 de abril de 2013) foi um professor, acadêmico, médico, farmacêutico, químico e político brasileiro filiado ao Partido da Social Democracia Brasileira (PSDB). Por Minas Gerais, foi deputado federal durante quatro mandatos. Foi diretor da Faculdade de Farmácia da Universidade Federal de Minas Gerais nomeado pelo governo Médici.
Formado em Farmácia e Medicina pela Universidade Federal de Minas Gerais (UFMG), Elias Murad é pós-graduado, especialista em Psicotrópicos, pela Faculdade de Medicina de Paris, na França, e especialista em Bioquímica Cerebral pela Universidade do Texas, localizada em Dallas, nos Estados Unidos. Após se tornar professor, diretor e reitor de diversas faculdades brasileiras, Murad decidiu se especializar em Planejamento Familiar nos Estados Unidos, na Universidade de Colorado.
Murad se tornou membro do Conselho Federal de Entorpecentes do Ministério da Justiça, em 1978, cargo no qual permaneceu até 1984. O professor fez tanto sucesso que, entre 1981 e 1984, foi contratado como professor convidado em grandes universidades dos Estados Unidos, entre elas Universidade do Mississipi, Stanford e Harvard. Além disso, a própria Organização das Nações Unidas (ONU) convidou Elias Murad para o Congresso Internacional de Neurotoxologia Comportamental, que aconteceu em 1983, em Moscou, como representante do Brasil. No ano seguinte, o médico também participou do Congresso, que naquele ano acontecia em Praga.
Em 1985, Elias Murad se tornou presidente da Associação Brasileira Comunitária e de Pais para a Prevenção do Abuso de Drogas. Além disso, foi o representante do seu país no Congresso Internacional sobre Drogas, nos Estados Unidos, e no encontro do Acordo Sul-Americano de Entorpecentes e Psicotrópicos, que aconteceu em Buenos Aires. Um ano depois, Murad se candidatou a Deputado Federal Constituinte pelo Partido Trabalhista Brasileiro (PTB). Murad se tornou Deputado Federal Constituinte em 1987,. Tornou-se, pouco tempo depois, líder de seu partido, presidente da Comissão da Ordem Social e da Subcomissão de Saúde, Seguridade e do Meio Ambiente, e presidente substituto da da Comissão da Família, da Educação, Cultura e Esportes, da Ciência e Tecnologia e da Comunicação e da Subcomissão da Família, do Menor e do Idoso. 
Um ano depois,  fundou e presidiu o Grupo Parlamentar de Prevenção ao Abuso de Drogas, que contava com a participação de quase cem deputados e senadores. Em 1989, ele saiu do PTB e decidiu se filiar ao Partido da Social Democracia Brasileira (PSDB), pelo qual foi reeleito como Deputado Federal em 1991. Em 1993, como deputado federal, Murad foi admitido pelo presidente Itamar Franco à Ordem do Mérito Militar no grau de Comendador especial.
Candidato também em 1995, Murad conseguiu uma suplência até 1999, ano no qual seu mandato se encerrou. Mesmo com o fim de seu mandato, Murad também exerceu, como suplente, o cargo de Deputado Federal de 2001 a 2003. Ainda em 2003, Elias Murad foi nomeado como subsecretário Antidrogas da Secretaria de Desenvolvimento Social e Esportes de Minas Gerais durante o governo de Aécio Neves.
Em abril de 2013, Elias Murad morreu com 88 anos, em Belo Horizonte, capital de Minas Gerais, deixando sua esposa, Teresinha Mirtes Costa Murad, e um filho, José Elias Murad Filho. Os médicos afirmam que Murad morreu vítima de uma doença pulmonar, a qual ele lutava contra havia dois anos.

## Início de vida

### Filiação e educação
José Elias Murad nasceu em Ribeirão Vermelho, então distrito de Lavras, Minas Gerais, filho dos comerciantes libaneses Elias Murad e Labibe Murad. Na adolescência, Murad estudou no Colégio Sagrado Coração de Jesus, localizado em Varginha, uma cidade do Estado de Minas Gerais, e no Colégio Instituto Gammon, localizado em Lavras, também em Minas Gerais. O jovem iniciou seu curso de Farmácia, na Universidade Federal de Minas Gerais (UFMG), o qual concluiu cerca de dois anos após ingressar na faculdade. Além de Farmácia, Murad também cursou Química e Medicina, também na Universidade Federal de Minas Gerais - os cursos foram concluídos em 1951 e 1955, respectivamente.  Já em 1959, Elias Murad se especializou em Psicofarmacologia na Universidade de Paris; entre os anos de 1964 e 1965, se especializou em Bioquímica Cerebral na Universidade do Texas, localizada em Dallas, nos Estados Unidos; e em 1978, decidiu se especializar em Planejamento Familiar no exterior, na Universidade de Colorado, localizada nos Estados Unidos. 

### Vida acadêmica
Seu primeiro cargo como professor veio em 1955 - Elias Murad foi contratado como professor de Farmacodinâmica da Faculdade de Farmácia da Universidade Federal de Minas Gerais. Dez anos depois, em 1965, Elias Murad foi contratado  como professor no Colégio Estadual de Minas Gerais, no qual se tornou vice-reitor (1970-1973) e reitor (1973-1975).  Além de professor, Murad se tornou, em 1973, Diretor da Faculdade de Ciências Médicas de Minas Gerais - onde permaneceu por mais três mandatos, até 1987 - e exerceu reitoria na Faculdade de Farmácia de Minas Gerais. 
Em 1978, Elias decidiu se especializar em Planejamento Familiar na Universidade de Colorado, localizada em Colorado, nos Estados Unidos. No mesmo ano, o professor se tornou pró-reitor de pesquisa da Universidade Federal de Minas Gerais e, em 1980, participou de inúmeras conferências e congressos sobre drogas e medicamentos, tanto no Brasil quanto no mundo. Ainda em 1980, o especialista começou a se envolver com órgãos governamentais e se tornou membro do Conselho Federal de Entorpecentes do Ministério da Justiça, no qual permaneceu até 1984. 
Além de ter sido convidado, em 1981, para ser professor na Universidade do Mississipi, nos Estados Unidos, Murad também estudou no American College of Phisicians, nos Estados Unidos, onde foi escolhido entre todos os bolsistas da área da saúde da América Latina para lecionar em outras instituições que tivessem cursos ligados a drogas e medicamentos. Durante o período, o professor conheceu universidades de grande renome nos Estados Unidos, como Harvard e Stanford. Ainda em 1983, a própria Organização das Nações Unidas (ONU) convidou Elias Murad para o Congresso Internacional de Neurotoxologia Comportamental, que aconteceu em 1983, em Moscou, como representante do Brasil. No ano seguinte, o médico também participou do Congresso, que naquele ano acontecia em Praga.
Um ano depois, Murad se tornou professor emérito da Faculdade de Farmácia da Universidade Federal de Minas Gerais. Além disso, o especialista também se tornou membro e presidiu o Conselho Estadual de Entorpecentes de Minas Gerais - Murad permaneceu no cargo até 1985. Nesse ano, o especialista se tornou presidente da Associação Brasileira Comunitária e de Pais para a Prevenção do Abuso de Drogas e foi, como representante do Brasil, ao Congresso Internacional sobre Drogas, nos Estados Unidos, e no encontro do Acordo Sul-Americanode Entorpecentes e Psicotrópicos, em Buenos Aires.  

## Vida política
Filiado ao Partido Trabalhista Brasileiro (PTB), Elias Murad se candidatou como Deputado Federal Constituinte em 1986 - Murad se elegeu como Deputado Federal Constituinte em 1997,[4]. Tornou-se, pouco tempo depois, líder de seu partido, presidente da Comissão da Ordem Social e da Subcomissão de Saúde, Seguridade e do Meio Ambiente, e presidente substituto da da Comissão da Família, da Educação, Cultura e Esportes, da Ciência e Tecnologia e da Comunicação e da Subcomissão da Família, do Menor e do Idoso.
Um ano após assumir seu mandato, Murad decidiu fundar o Grupo Parlamentar de Prevenção ao Abuso de Drogas, o qual foi também presidente. Além disso, ele se tornou membro da Comissão do Meio ambiente e de Defesa do Consumidor e, em 1989, foi autor de proposições que restringiam o ato de fumar em locais públicos, obrigavam aos fabricantes de bebidas alcoólicas informarem os riscos do vício, limitavam a publicidade de cigarros, medicamentos e bebidas alcoólicas.
Em 1988, Murad decidiu se desfiliar do PDT e passou a integrar o PSDB. Em 1991, Murad se tornou Deputado Federal pelo Estado de Minas Gerais. Durante seu tempo na Câmara, o político se tornou o vice-líder do PSDB e participou de comissões que protestavam contra o aumento do uso de drogas ilícitas e a não-punição de traficantes, elaboraram o Código de Defesa do Consumidor e buscavam modificar a estrutura da polícia no país.
Em 1994, mesmo ano que representou o Brasil no 7th World Pride Congress of Drug Abuse Prevention, Elias Murad se reelegeu como Deputado Federal. Com grande parte dos seus votos vindo da capital mineira, Belo Horizonte, e de Contagem (MG), o político começou seu mandato no ano seguinte, já integrando a  Comissão de Agricultura e Política Rural. No primeiro ano de mandato, Murad conseguiu que seu projeto fosse aprovado pela Comissão Especial da Câmara - nele, o político lutava contra a prisão de usuários de drogas e defendia penas alternativas, como serviços comunitários, multas e cassação de direitos. Um ano depois, em 1996, Murad teve seu projeto de lei antifumo, que já estava em trâmite na Câmara há sete anos, aprovado. 
Após o fim do seu mandato, Murad assumiu como Deputado Federal em 2001, pelo PSBD, cargo no qual permaneceu durante dois anos. Em 2003, Elias Murad se tornou subsecretário antidrogas da Secretaria de Desenvolvimento Social e Esportes de Minas Gerais na gestão de Aécio Neves. Em 2004 foi eleito vereador de Belo Horizonte com 20.157 votos, até então a maior votação da história. Foi reeleito vereador em 2008, com mais de 15 mil votos. Depois de finalizar seu mandato, Murad não assumiu mais nenhum cargo oficial na política. 